# Pierre Nicolas Croquison

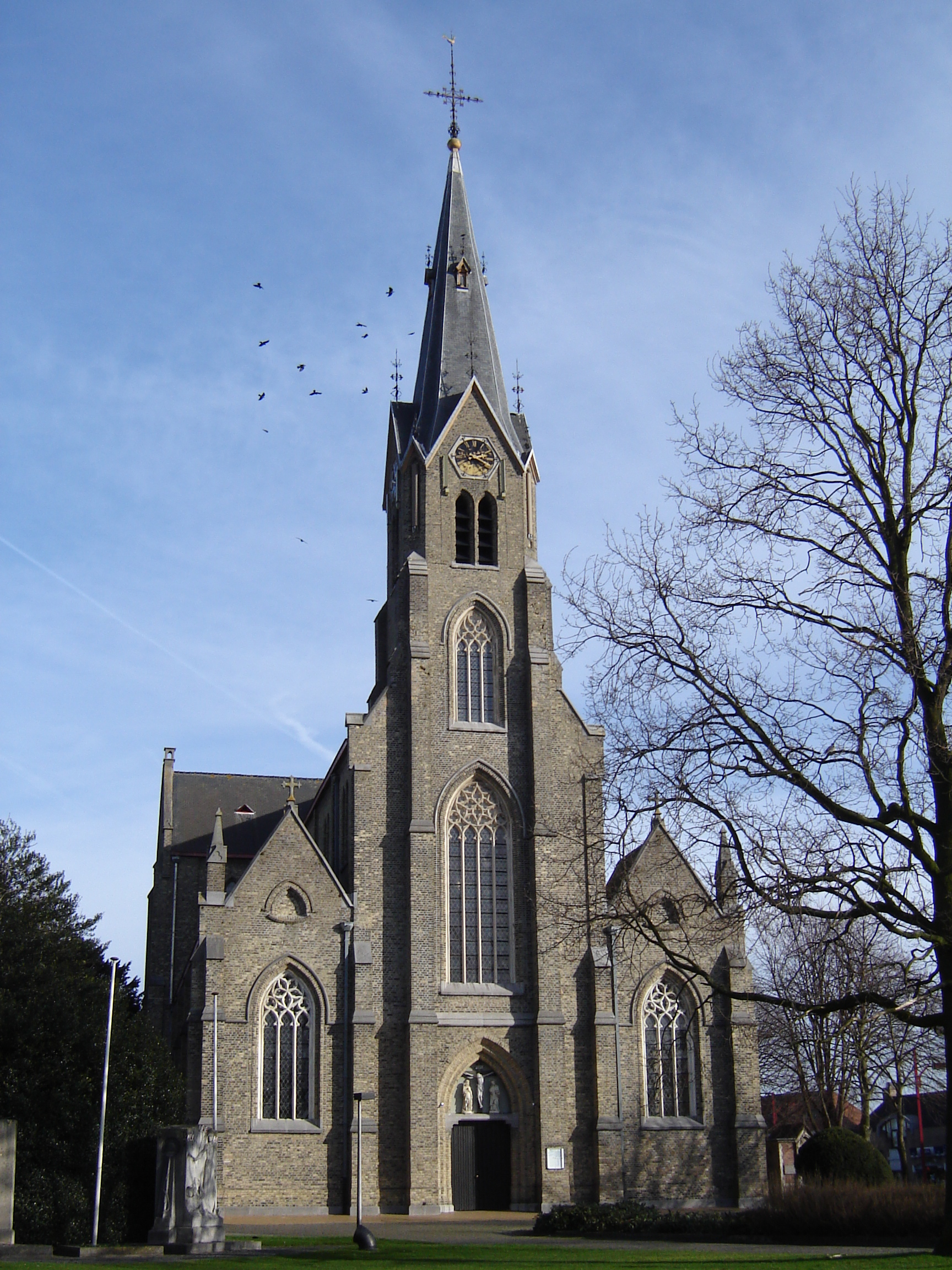
De Heilige Kruisverheffingskerk te Sint-Kruis

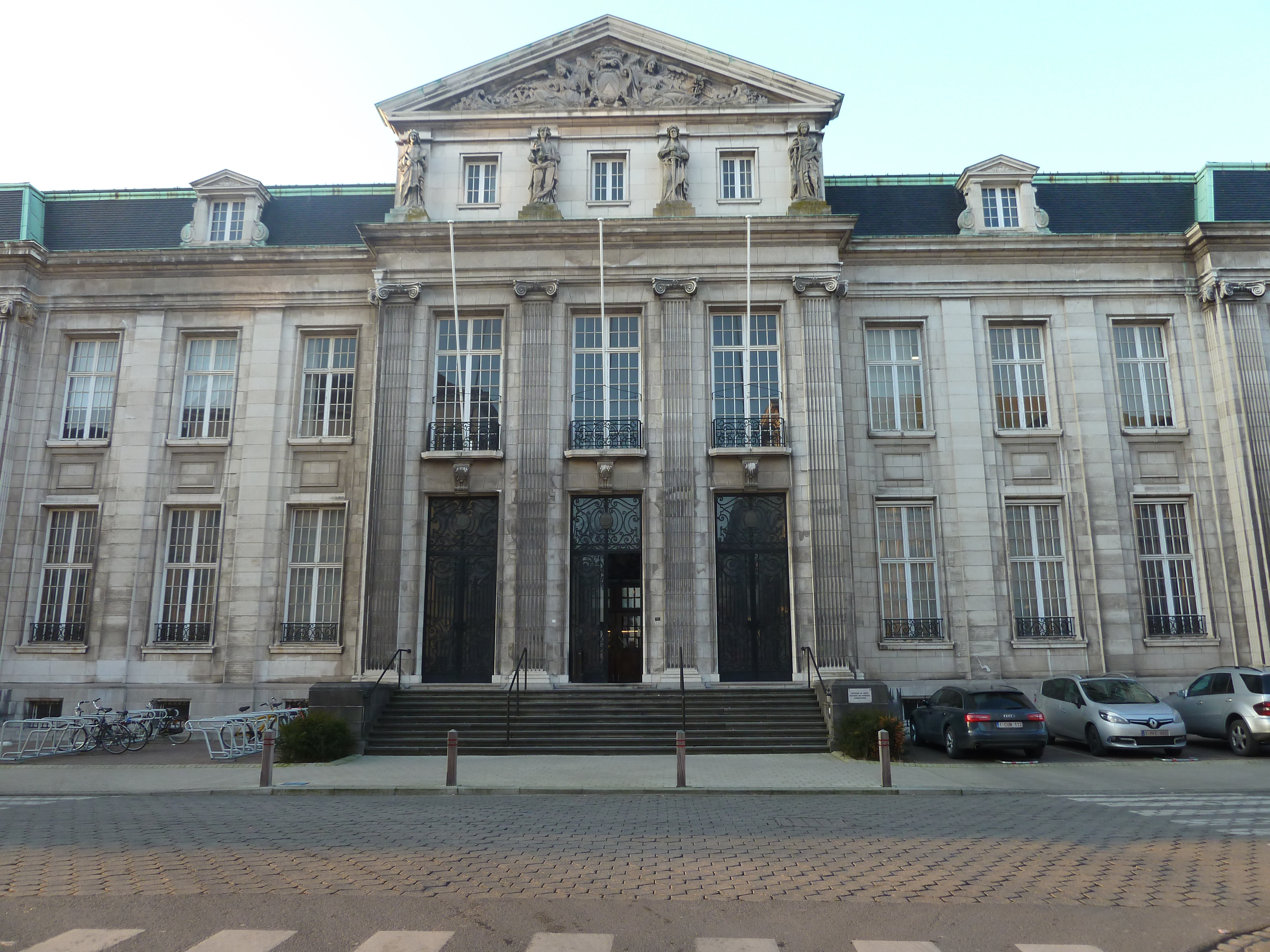
Voorkant gerechtshof Kortrijk

Pierre Nicolas Croquison (Kortrijk, 19 december 1806 – aldaar, 24 maart 1887) was een Belgisch architect. Hij was de vader van Arthur Pierre François Croquison, die eveneens architect was.

## Opleiding
Croquison volgde les in de Koninklijke Academie voor Schone Kunsten van Kortrijk. Daarna volgde hij les in de Academie van Gent en was leerling in het atelier van Louis Roelandt.

## Loopbaan
Pierre Nicolas Croquison werd in 1838 benoemd tot inspecteur van bouwwerken van de opera en het gerechtshof van Gent.
In de jaren 1840 en 1841 solliciteerde hij zonder succes naar de functie van provinciaal architect in West-Vlaanderen.
In 1842 werd Pierre Nicolas Croquison stadsarchitect van Kortrijk en in 1858 provinciearchitect van West-Vlaanderen voor de arrondissementen Kortrijk en Ieper. In beide posities volgde hij Camille Dehulst op. In zijn functie van provinciearchitect construeerde hij veel parochiekerken, pastorieën en gemeentelijke lagere scholen. Zijn belangrijkste verwezenlijkingen in deze periode waren het Kortrijkse gerechtshof (verwoest tijdens de Tweede Wereldoorlog) en de restauratie van de Sint-Medarduskerk in Wervik.

## Samenwerking met bisschop Malou
Vanaf 1850 deed de Brugse bisschop Joannes Baptista Malou beroep op Pierre Nicolas Croquison voor een aantal bouwwerken. Wellicht begon de samenwerking in 1853. In dit jaar maakte hij, in opdracht van de Brugse bisschop, een ontwerptekening voor een neogotisch seminarie. Croquison werd in de jaren hierna een van de voornaamste vormgevers van parochiekerken in het bisdom Brugge. De opvallendste bouwwerken zijn de Heilige Kruisverheffingskerk in Sint-Kruis (1851) en de Sint-Tillokerk in Izegem (1852).
Croquison kreeg in het midden van de jaren 1850 nog een opdracht van bisschop Malou, namelijk de verruiming van het Klein Seminarie in Roeselare en de bisschoppelijke colleges van Ieper, Kortrijk en Poperinge. Hij had inspraak bij het bouwen van heel wat kapellen en kloosters in Poperinge, Waasten, Anzegem en Bellegem. Hierdoor werd hij gezien als een van de belangrijkste architecten voor de Katholieke Kerk in het 19e-eeuwse België.
In 1860 droeg Croquison een van zijn kerkontwerpen op aan bisschop Malou.

## Literaire wereld
Toen Pierre Nicolas Croquison in Gent verbleef, had hij interesse in de literatuur. De Gentse stadarchivaris en auteur Prudens Van Duyse, de dichteres Maria van Ackere–Doolaeghe en mogelijk ook Hendrik Conscience behoorden tot zijn netwerk. Toen hij in 1842 terugkeerde naar Kortrijk bleef hij met hen contact houden. Hij kreeg enkele publicaties van Prudens Van Duyse. De contacten met Prudens Van Duyse waren echter maar sporadisch en professioneel. De band met Hendrik Conscience was eerder vriendschappelijk.

## Kritiek
Zijn restauraties van het stadhuis van Kortrijk (1858) en het koor van de Sint-Maartenskerk (na 1862) vielen niet in goede aarde en werden als onzorgvuldig gezien. Spottend werden zijn aanbouwsels wel 'croquisonneries' genoemd.